# Ceraspis elongata
Ceraspis elongata är en skalbaggsart som beskrevs av Frey 1962. Ceraspis elongata ingår i släktet Ceraspis och familjen Melolonthidae. Inga underarter finns listade i Catalogue of Life.